# Anouk (chanteuse française)
Pour les articles homonymes, voir Anouk.
 (juillet 2023).
Anouk Khelifa-Pascal, dite Anouk, est une chanteuse française.

## Biographie
Elle participe à certains albums de la Mano Negra (chœurs sur les albums Patchanka, Puta's Fever, King of Bongo, et Casa Babylon), ainsi qu'à la chanson Je ne t'aime plus de Manu Chao, sur l'album Clandestino, sorti en 1998.
Elle sort un album en 1997 intitulé Automatik Kalamity sur lequel Manu Chao, à son tour, participe (guitare et deuxième voix sur certains morceaux). Signé chez Virgin, assez proche de l'ambiance du premier album de Manu Chao, chanté tantôt en français, tantôt en anglais, Automatik Kalamity est un album mêlant chanson française intimiste, reggae et dub.